# Deadline (album Elysium)
Deadline – czwarty album studyjny polskiej grupy muzycznej Elysium. Wydawnictwo ukazało się nakładem wytwórni muzycznej Metal Mind Productions.
„Deadline” to pierwszy album Elysium, na którym zagrali: Paweł Michałowski (bas) (także: Lost Soul, Hate) i Paweł Ulatowski (perkusja).

## Informacje o utworach
Tytuł utworu „Inglorious Bastards” został zainspirowany przez będący wówczas w fazie zapowiedzi film Quentina Tarantino „Bękarty wojny”.

## Realizacja nagrań
Nagrania zostały zarejestrowane w Hendrix Studio w Lublinie w kwietniu 2004 roku.
Producentem materiału był Arkadiusz „Malta” Malczewski (znany m.in. ze współpracy z: Behemoth, Azarath, Decapitated, Lost Soul i Vesania).
Mastering odbył się w Hendirx Studio w Lublinie w maju tego samego roku.

## Dostępne formaty
Nakładem Metal Mind Productions album ukazał się na płycie CD i kasecie magnetofonowej.

## Ukryty utwór
Na końcu albumu znajduje się ukryty utwór „How Do You Die” – cover utworu „How Do You Do!” zespołu Roxette.

## Lista utworów
(Słowa: Maciej Miskiewicz, muzyka: Elysium)
1. „Death Dealer” – 3:15
2. „Pandemonium Avenue” – 3:13
3. „Inglorious Bastards” – 4:10
4. „Deadline” – 4:15
5. „Natural Predators” – 4:50
6. „Serene Neon Ocean” – 3:51
7. „Riot Starter” – 5:29
8. „Quicksilver Shadow” – 4:23
9. „Download Damage” – 11:46

## Skład
Maciej Miskiewicz – wokal
Michał Włosik – gitara
Paweł Michałowski – bas
Paweł Ulatowski – perkusja

### Produkcja
Arek Malczewski – realizacja nagrań, miks, mastering
Piotr Ignasiak – oprawa graficzna, layout
Christophe Szpajdel – logo
Grzegorz Kwolek – zdjęcia zespołu